# Alexandre Desplat
Alexandre Desplat (París, 23 d'agost de 1961) és un compositor de cinema francès. Ha compost les músiques de nombroses pel·lícules com The Queen (2006) i El curiós cas de Benjamin Button (2008), nominades a l'Oscar, El vel pintat, per la qual ha obtingut un Globus d'Or el 2007 i El discurs del rei que guanyà el premi BAFTA el 2011.
Ha guanyat dos premis Oscar per la seva música per a les pel·lícules The Grand Budapest Hotel (2014) i The Shape of Water (2017). Ha rebut vuit nominacions addicionals dels Oscar a la millor banda sonora, vuit nominacions als César (n'ha guanyat tres), nou nominacions als BAFTA (n'ha guanyat tres), onze nominacions als Golden Globe (n'ha guanyat dos) i sis nominacions als Grammy (n'ha guanyat dos).

## Biografia
Compositor d'un enorme talent, es considera un dels principals músics de la indústria del cinema a França, i un successor natural de Georges Delerue i Maurice Jarre. Ja de nen tocava el piano, la trompeta i la flauta, abans de composició que estudia al Conservatori National Supérieur de Musique et de Danse (CNSM) a París. Travessa l'Atlàntic per estudiar orquestració amb Jack Hayes a Los Angeles, i de retorn a França treballa com a arranjador per a artistes pop com Carlinhos Brown i Ray Lema, abans de compondre les seves primeres bandes sonores durant els primers anys 1990.
Desplat comença a treballar en un cert nombre de pel·lícules franceses aclamades per la crítica durant els propers anys, incloent-hi la banda sonora per a directors notables com Jacques Audiard, Peter Webber, Florent-Emilio Siri, Patrice Leconte, Marion Vernoux, Philippe Harel, Philippe De Broca, François Girod i Robert Guédiguian, rebent dos Cèsar els anys 1997 i 2002 per les seves composicions per a les pel·lícules Un Héros Très Discret i Sur Mes Lèvres. L'any 2000, va gaudir d'una certa projecció internacional després del seu treball sobre el drama amb temàtica d'escacs The Luzhin Defence.
Però realment es va fer conegut arreu del món el 2003 després de l'emissió de Girl With a Pearl Earring, sobre el pintor holandès Jan Vermeer, rebent la seva primera nominació del Globus d'Or. Des de llavors, Desplat s'ha convertit en un dels compositors més buscats de Hollywood, amb èxits crítics i comercials com Birth, Hostage, The Upside of Anger, Casanova, Syriana, per la qual tindria una segona nominació al Globus d'Or, i Firewall.

### Revelació a l'estranger i primers èxits
L'any 2003, la carrera d'Alexandre Desplat pren un nou tomb quan compon la banda original de la Noia a la perla de Peter Webber. Es troba nominat al Globus d'Or a la millor banda sonora original i al BAFTA a la millor música i al Premi del cinema europeu del millor compositor, la qual cosa li assegura un reconeixement a l'estranger.
L'any 2005, retroba Jacques Audiard per a De tant bategar se m'ha parat el cor, i rep els seus primers grans premis: un César a la millor música original i un Ós de plata a la millor música de film. Fidel al director, compon per a Un profeta l'any 2009 i D'òxid i d'os l'any 2012, que li suposa un segon César.
Alexandre Desplat és cada vegada més demanat a l'estranger sobretot pel cinema estatunidenc. Signa la música de Birth de Jonathan Glazer l'any 2004, Syriana de Stephen Gaghan l'any 2005, i rep el Globus d'Or a la millor banda sonora original per El vel pintat de John Curran l'any 2006. Multiplica les nominacions a l'Oscar a la millor música de film amb La reina de Stephen Frears l'any 2006, El curiós cas de Benjamin Button de David Fincher l'any 2008, Fantastic Mr. Fox de Wes Anderson l'any 2009 i El discurs del rei de Tom Hooper l'any 2010. Obté per a aquest últim un Grammy Award i un BAFTA a la millor música. Compon igulment per a superproduccions com La brúixola daurada l'any 2007, Twilight, capítol II: Temptació l'any 2009, i les dues parts de Harry Potter and the Deathly Hallows el 2010 i 2011.
Paral·lelament a la seva carrera americana, el compositor continua treballant per al cinema francès. Compon la música de L'arxiu cors d'Alain Berberian l'any 2004, de La Doublure de Francis Veber l'any 2006, i de Coco, de la rebel·lia a la llegenda de Chanel d'Anne Fontaine l'any 2009. Col·labora regularment amb els mateixos directors: de nou Florent Emilio-Siri (Hostage l'any 2005, L'Ennemi intime l'any 2007 i Cloclo l'any 2012), Xavier Giannoli ( Les Corps impatients l'any 2003, Una aventura l'any 2005 i Chanson d'amour l'any 2006), Jérôme Sala (Largo Winch l'any 2008, Largo Winch 2 l'any 2011 i Zulu l'any 2013), Daniel Auteuil (La Fille du puisatier l'any 2011, Marius i Fanny l'any 2013).

## Filmografia
- 1993 : Le Tronc de Bernard Faroux i Karl Zéro[4]
- 1996: Un héros très discret
- 1996: Passage à l'acte
- 1998: Une chance sur deux
- 2000: The Luzhin Defence
- 2001: Llegeix-me els llavis (Sur mes lèvres)
- 2001: Reines d'un jour
- 2002: Nid de guêpes
- 2003: Girl With a Pearl Earring
- 2003: Les Corps impatients, de Xavier Giannoli
- 2004: L'arxiu cors (L'Enquête corse)
- 2005: Une aventure, de Xavier Giannoli
- 2005: Syriana, de Stephen Gaghan
- 2005: Otage
- 2005: Les Bienfaits de la colère
- 2005: De tant bategar se m'ha parat el cor
- 2005: Casanova, de Lasse Hallström
- 2006: Lies and Alibis
- 2006: La reina, de Stephen Frears
- 2006: El vel pintat, de John Curran (Globus d'Or)
- 2006: Quand j'étais chanteur, de Xavier Giannoli
- 2006: La doublure, de Francis Veber
- 2006: Firewall, de Richard Loncraine
- 2008: El curiós cas de Benjamin Button, de David Fincher
- 2009: Julie & Julia de Nora Ephron
- 2009: Fantastic Mr. Fox, de Wes Anderson
- 2010: El discurs del rei de Tom Hooper
- 2010: The Ghost Writer de Roman Polanski
- 2011: The Tree of Life
- 2011: A Better Life
- 2011: Harry Potter and the Deathly Hallows - Part 2
- 2011: The Ides of March
- 2012: Moonrise Kingdom
- 2012: A Therapy
- 2012: Renoir
- 2012: Rust and Bone
- 2012: Argo
- 2012: Rise of the Guardians
- 2012: Zero Dark Thirty
- 2013: Zulu
- 2013: Venus in Fur
- 2013: Philomena
- 2014: The Monuments Men
- 2014: The Grand Budapest Hotel (Oscar)
- 2014: Godzilla
- 2014: The Imitation Game
- 2014: Suite francesa
- 2014: Unbroken
- 2015: Tale of Tales
- 2015: Every Thing Will Be Fine
- 2015: The Danish Girl
- 2015: Suffragette
- 2016: Alone in Berlin
- 2016: Florence Foster Jenkins
- 2016: Marseille
- 2016: The Secret Life of Pets
- 2016: The Light Between Oceans
- 2016: American Pastoral
- 2017: Valerian and the City of a Thousand Planets
- 2017: Trollhunters
- 2017: The Shape of Water (Oscar)
- 2017: Suburbicon
- 2018: Isle of Dogs
- 2018: Operation Finale
- 2018: The Sisters Brothers
- 2018: Kursk
- 2019: The Secret Life of Pets 2
- 2019: Donetes (Little Women)
- 2020: The French Dispatch
- 2022: Pinotxo (Pinocchio)

## Premis i nominacions

### Premis
- 2005 − Ós de Plata a la millor música per De tant bategar se m'ha parat el cor
- 2006 − César a la millor música escrita per una pel·lícula per De tant bategar se m'ha parat el cor
- 2007 − Globus d'Or a la millor banda sonora per El vel pintat
- 2011 − BAFTA a la millor música per El discurs del rei
- 2014 − Oscar a la millor banda sonora per The Grand Budapest Hotel
- 2017 − Oscar a la millor banda sonora per The Shape of Water

### Nominacions
- 1997 − César a la millor música escrita per una pel·lícula per Un héros très discret
- 2002 − César a la millor música escrita per una pel·lícula per Sur mes lèvres
- 2004 − Globus d'Or a la millor banda sonora per Girl With a Pearl Earring
- 2004 − BAFTA a la millor música per Girl With a Pearl Earring
- 2006 − Globus d'Or a la millor banda sonora per Syriana
- 2007 − Oscar a la millor banda sonora per La reina
- 2007 − BAFTA a la millor música per La reina
- 2008 − César a la millor música escrita per una pel·lícula per L'Ennemi Intime
- 2009 − Oscar a la millor banda sonora per El curiós cas de Benjamin Button
- 2009 − Globus d'Or a la millor banda sonora per The Curious Case of Benjamin Button
- 2009 − BAFTA a la millor música per The Curious Case of Benjamin Button
- 2010 − Grammy a la millor banda sonora per The Curious Case of Benjamin Button
- 2010 − Oscar a la millor banda sonora per Fantastic Mr. Fox
- 2010 − BAFTA a la millor música per Fantastic Mr. Fox
- 2010 − César a la millor música escrita per una pel·lícula per Un profeta
- 2011 − Oscar a la millor banda sonora per El discurs del rei
- 2011 − Globus d'Or a la millor banda sonora per El discurs del rei